# Violetta Live
Violetta Live 2015 International tour je druhé turné seriálu Violetta. Toto turné začalo 3. ledna 2015 ve španělském Madridu a skončilo 1. listopadu téhož roku v Nice, Francie. Turné navštívilo Evropu, Latinskou Ameriku a nakonec znova Evropu.

## Navštívené země
V rámci první evropské části turné navšívili Španělsko, Portugalsko, Itálie, Francie, Nizozemsko, Belgie, Švýcarsko, Německo a Polsko. Další latinskoamerická část zavítala do Mexika, Kolumbie, Ekvádoru, Peru, Brazílie, Bolívie, Chile, Argentiny, Paraguay, Urugay, Venezuely, Panamy a do Dominikánské republiky. Poslední koncerty se odehrávaly u nás v Evropě v Polsku, Maďarsku, Rakousku, Rumunsku, Itálie, Německo, Belgiea Francie.

## Účinkující
Na turné vystupovali Martina Stoessel (Violetta), Jorge Blanco (Leon), Candelaria Molfese (Camilla), Diego Domíguez (Diego), Mercedes Lambre (Ludmila), Samuel Nascimento (Broduey), Alba Rico (Naty), Facundo Gambandé (Maxi) a Ruggero Pasquarelli (Federico).
Na turné bohužel nevystupovali Nicolas Garnier (Andrés), Lodovica Comello (Francesca) a Xabiani Ponce De Leon (Marco). Lodovica Comello (Francesca) se neúčastnila, protože toho roku měla sama vlastním turné.
Ruggero Pasquarelli (Federico) se účastnil pouze první části turné, protože poté začali přípravy na účinkování v seriálu Soy Luna.

## Seznam skladeb
| Evropa | Latinská Amerika |
| --- | --- |
| 1. Úvod 2. En Gira (Všichni) 3. Tienes El Talento (Všichni) 4. Euforia (Všichni) 5. Habla Si Puedes (Martina Stoessel) 6. Podemos (Martina Stoessel a Jorge Blanco) 7. Are You Ready For Ride (Jorge Blanco, Ruggero Pasquarelli, Samuel Nascimento a Facundo Gambandé) 8. Alcancemos Las Estrellas (Martina Stoessel, Canderia Molfese, Mercedes Lambre a Alba Rico) 9. Voy Por Ti - akusticky (Jorge Blanco) 10. Voy Por Ti (Jorge Blanco) 11. Underneath It All (Martina Stoessel) 12. Luz, Camara, Acción (Ruggero Pasquarelli) 13. Código Amistad (Martina Stoessel a Candelaria Molfese) 14. Entre Dos Mundos (Jorge Blanco) 15. Peligrosamente Bellas (Mercedes Lambre a Alba Rico) 16. Veo Veo (Martina Stoessel a Candelaria Molfese) 17. Yo Soy Así (Diego Domínguez) 18. Supercreativa (Martina Stoessel) 19. Te Esperaré (Jorge Blanco) 20. Como Quieres (Martina Stoessel) 21. Ven Con Nosotros (Jorge Blanco, Ruggero Pasquarelli, Facundo Gambandé a Samuel Nascimento) 22. Ser Quien Soy (Diego Domínguez) 23. On Beat (Všichni) 24. Juntos Somos Más (Všichni bez Martiny Stoessel) 25. Soy Mi Mejor Momento - akusticky (Martina Stoessel) 26. Soy Mi Mejor Momento (Martina Stoessel) 27. Ser Mejor (Všichni) 28. Te Creo (Martina Stoessel) 29. En Mi Mundo (Martina Stoessel) - V Itálii Nel Mio Mondo + Bonus 30. Libre Soy (Martina Stoessel) - V Itálii All Alba Sorgerò | 1. Úvod 2. En Gira (Všichni) 3. Tienes El Talento (Všichni) 4. Euforia (Všichni) 5. Habla Si Puedes (Martina Stoessel) 6. Abrázame y Verás (Martina Stoessel a Jorge Blanco) 7. Are You Ready For The Ride? (Jorge Blanco, Facundo Gambandé a Samuel Nascimiento) - V Brázílii Te Fazer Feliz (Samuel Nascimento) 8. Alcancemos Las Estrellas (Martina Stoessel, Mercedes Lambre, Candelaria Molfese a Alba Rico) 9. Voy Por Ti - akusticky (Jorge Blanco) 10. Voy Por Ti (Jorge Blanco) 11. Underneath It All (Martina Stoessel) 12. Más Que Dos (Martina Stoessel a Mercedes Lambre) 13. Entre Dos Mundos (Jorge Blanco) 14. Peligrosamente Bellas (Mercedes Lambre a Alba Rico) 15. Código Amistad (Martina Stoessel a Candelaria Molfese) 16. Yo Soy Así (Diego Domínguez) 17. Supercreativa (Martina Stoessel) 18. Amor En El Aire (Jorge Blanco) 19. Como Quieres (Martina Stoessel) 20. Ven Con Nosotros (Jorge Blanco, Facundo Gambandé a Samuel Nascimento) 21. Ser Quien Soy - akusticky (Diego Domínguez) 22. On Beat (Všichni) 23. Juntos Somos Más (Všichni bez Martiny Stoessel) 24. Soy Mi Mejor Momento - akusticky (Martina Stoessel) 25. Soy Mi Mejor Momento (Martina Stoessel) 26. Ser Mejor (Všichni) 27. Te Creo (Martina Stoessel) 28. En Mi Mundo (Marina Stoessel) + Bonus 29. Libre Soy (Martina Stoessel) |

## Seznam koncertů
| První část - Evropa           |                         |                        |                                     |
| Datum                         | Město                   | Země                   | Místo                               |
| 3. ledna 2015                 | Madrid                  | Španělsko              | Barclaycard Center                  |
| 4. ledna 2015                 | Madrid                  | Španělsko              | Barclaycard Center                  |
| 6. ledna 2015                 | Zaragoza                | Španělsko              | Pabellón Príncipe Felipe            |
| 10. ledna 2015                | Barcelona               | Španělsko              | Palau Sant Jordi                    |
| 11. ledna 2015                | Barcelona               | Španělsko              | Palau Sant Jordi                    |
| 14. ledna 2015                | Malaga                  | Španělsko              | Palacio de Deportes Martín Carpena  |
| 15. ledna 2015                | Malaga                  | Španělsko              | Palacio de Deportes Martín Carpena  |
| 17. ledna 2015                | Sevilla                 | Španělsko              | Palacio de Deportes San Pablo       |
| 18. ledna 2015                | Sevilla                 | Španělsko              | Palacio de Deportes San Pablo       |
| 23. ledna 2015                | Lisabon                 | Portugalsko            | MEO Arena                           |
| 24. ledna 2015                | Lisabon                 | Portugalsko            | MEO Arena                           |
| 25. ledna 2015                | Lisabon                 | Portugalsko            | MEO Arena                           |
| 28. ledna 2015                | Turín                   | Itálie                 | Pala Alpitour                       |
| 30. ledna 2015                | Miláno                  | Itálie                 | Mediolanum Forum                    |
| 31. ledna 2015                | Miláno                  | Itálie                 | Mediolanum Forum                    |
| 1. února 2015                 | Bologna                 | Itálie                 | Unipol Arena                        |
| 3. února 2015                 | Florencie               | Itálie                 | Nelson Mandela Forum                |
| 4. února 2015                 | Florencie               | Itálie                 | Nelson Mandela Forum                |
| 6. února 2015                 | Řím                     | Itálie                 | PalaLottomatica                     |
| 7. února 2015                 | Řím                     | Itálie                 | PalaLottomatica                     |
| 8. února 2015                 | Řím                     | Itálie                 | PalaLottomatica                     |
| 11. února 2015                | Lyon                    | Francie                | Halle Tony Garnier                  |
| 12. února 2015                | Lyon                    | Francie                | Halle Tony Garnier                  |
| 14. února 2015                | Toulouse                | Francie                | Zenith de Toulouse                  |
| 15. února 2015                | Toulouse                | Francie                | Zenith de Toulouse                  |
| 18. února 2015                | Paříž                   | Francie                | Zénith de Paris                     |
| 19. února 2015                | Paříž                   | Francie                | Zénith de Paris                     |
| 20. února 2015                | Paříž                   | Francie                | Zénith de Paris                     |
| 21. února 2015                | Paříž                   | Francie                | Zénith de Paris                     |
| 22. února 2015                | Paříž                   | Francie                | Zénith de Paris                     |
| 24. února 2015                | Strasbourg              | Francie                | Zenith de Strasbourg                |
| 25. února 2015                | Strasbourg              | Francie                | Zenith de Strasbourg                |
| 27. února 2015                | Montpellier             | Francie                | Arena de Montpellier                |
| 28. února 2015                | Montpellier             | Francie                | Arena de Montpellier                |
| 3. března 2015                | Marseille               | Francie                | Dôme de Marseille                   |
| 4. března 2015                | Marseille               | Francie                | Dôme de Marseille                   |
| 7. března 2015                | Douai                   | Francie                | Gayant Expo                         |
| 8. března 2015                | Douai                   | Francie                | Gayant Expo                         |
| 11. března 2015               | Rotterdam               | Nizozemsko             | Ahoy Rotterdam                      |
| 13. března 2015               | Brusel                  | Belgie                 | Palais 12 Expo                      |
| 14. března 2015               | Brusel                  | Belgie                 | Palais 12 Expo                      |
| 15. března 2015               | Brusel                  | Belgie                 | Palais 12 Expo                      |
| 18. března 2015               | Clermont-Ferrand        | Francie                | Zenith de Clermont Ferrand          |
| 21. března 2015               | Ženeva                  | Švýcarsko              | Arena de Genève                     |
| 22. března 2015               | Ženeva                  | Švýcarsko              | Arena de Genève                     |
| 26. března 2015               | Mnichov                 | Německo                | Olympiahalle                        |
| 27. března 2015               | Mnichov                 | Německo                | Olympiahalle                        |
| 29. března 2015               | Lodž                    | Polsko                 | Atlas Arena                         |
| Druhá část - Latinská Amerika |                         |                        |                                     |
| Datum                         | Město                   | Země                   | Místo                               |
| 17. dubna 2015                | Buenos Aires            | Argentina              | Tecnópolis                          |
| 18. dubna 2015                | Buenos Aires            | Argentina              | Tecnópolis                          |
| 19. dubna 2015                | Buenos Aires            | Argentina              | Tecnópolis                          |
| 22. dubna 2015                | Montevideo              | Uruguay                | Velódromo Municipal                 |
| 25. dubna 2015                | Bahía Blanca            | Argentina              | Club Olimpo                         |
| 2. května 2015                | Resistencia             | Argentina              | Estadio Centenario                  |
| 5. května 2015                | Asuncion                | Paraguay               | Jockey Club                         |
| 8. května 2015                | Córdoba                 | Argentina              | Orfeo Superdomo                     |
| 9. května 2015                | Córdoba                 | Argentina              | Orfeo Superdomo                     |
| 12. května 2015               | Salta                   | Argentina              | Estadio Padre Ernesto Martearena    |
| 15. května 2015               | Quito                   | Ekvádor                | Estádio Olímpico Atahualpa          |
| 17. května 2015               | Guayaquil               | Ekvádor                | Estádio Modelo Alberto Spencer      |
| 20. května 2015               | Lima                    | Peru                   | Jockey Club del Perú                |
| 22. května 2015               | Ciudad de México        | Mexiko                 | Auditorio Nacional                  |
| 23. května 2015               | Ciudad de México        | Mexiko                 | Auditorio Nacional                  |
| 24. května 2015               | Ciudad de México        | Mexiko                 | Auditorio Nacional                  |
| 27. května 2015               | Guadalajara             | Mexiko                 | Auditorio Telmex                    |
| 28. května 2015               | Guadalajara             | Mexiko                 | Auditorio Telmex                    |
| 30. května 2015               | Monterrey               | Mexiko                 | Auditorio Banamex                   |
| 3. června 2015                | Medellín                | Kolumbie               | Plaza de Toros La Macarena          |
| 6. června 2015                | Bogota                  | Kolumbie               | Centro de Eventos Autopista Norte   |
| 7. června 2015                | Barranquilla            | Kolumbie               | Estadio Romelio Martinez            |
| 10. června 2015               | Ciudad de Panamá        | Panama                 | Figali Convention Center            |
| 13. června 2015               | Santo Domingo           | Dominikánská republika | Estadio Quisqueya                   |
| 16. června 2015               | Santa Cruz de la Sierra | Bolívie                | Estádio Ramón Tahuichi Aguilera     |
| 19. června 2015               | Mendoza                 | Argentina              | Arena Maipú                         |
| 20. června 2015               | Mendoza                 | Argentina              | Arena Maipú                         |
| 23. června 2015               | Tucumán                 | Argentina              | Club Atlético San Martín de Tucumán |
| 27. června 2015               | São Paulo               | Brazílie               | Citibank Hall                       |
| 28. června 2015               | São Paulo               | Brazílie               | Citibank Hall                       |
| 30. června 2015               | Rio de Janeiro          | Brazílie               | HSBC Arena                          |
| 3. července 2015              | Santiago                | Chile                  | Movistar Aréna                      |
| 4. července 2015              | Santiago                | Chile                  | Movistar Aréna                      |
| 5. července 2015              | Santiago                | Chile                  | Movistar Aréna                      |
| Třetí část - Evropa           |                         |                        |                                     |
| Datum                         | Město                   | Země                   | Místo                               |
| 22. srpna 2015                | Varšava                 | Polsko                 | Národní stadion                     |
| 25. srpna 2015                | Krakov                  | Polsko                 | Kraków Arena                        |
| 26. srpna 2015                | Krakov                  | Polsko                 | Kraków Arena                        |
| 29. srpna 2015                | Budapešť                | Maďarsko               | Papp László Budapest Sportaréna     |
| 30. srpna 2015                | Budapešť                | Maďarsko               | Papp László Budapest Sportaréna     |
| 2. září 2015                  | Bukurešť                | Rumunsko               | National Arena                      |
| 5. září 2015                  | Vídeň                   | Rakousko               | Wiener Stadthalle                   |
| 6. září 2015                  | Vídeň                   | Rakousko               | Wiener Stadthalle                   |
| 11. září 2015                 | Verona                  | Itálie                 | Arena di Verona                     |
| 13. září2015                  | Pesaro                  | Itálie                 | Adriatic Arena                      |
| 15. září 2015                 | Paříž                   | Francie                | Zénith de Paris                     |
| 16. září2015                  | Paříž                   | Francie                | Zénith de Paris                     |
| 19. září 2015                 | Nantes                  | Francie                | Zenith de Nantes                    |
| 20. září 2015                 | Nantes                  | Francie                | Zenith de Nantes                    |
| 22. září 2015                 | Bordeaux                | Francie                | Patinoire Mériadeck                 |
| 23. září 2015                 | Bordeaux                | Francie                | Patinoire Mériadeck                 |
| 26. září 2015                 | Stuttgart               | Německo                | Hanns-Martin-Schleyer-Halle         |
| 27. září 2015                 | Stuttgart               | Německo                | Hanns-Martin-Schleyer-Halle         |
| 13. října 2015                | Berlín                  | Německo                | O2 World Berlin                     |
| 17. října 2015                | Oberhausen              | Německo                | König-Pilsener-Arena                |
| 18. října 2015                | Antverpy                | Belgie                 | Sportpaleis Antwerpen               |
| 20. října 2015                | Kolín nad Rýnem         | Německo                | Lanxess Arena                       |
| 23. října 2015                | Hamburk                 | Německo                | O2 World Hamburg                    |
| 24. října 2015                | Hamburk                 | Německo                | O2 World Hamburg                    |
| 27. října 2015                | Frankfurt nad Mohanem   | Německo                | Festhalle                           |
| 28. října 2015                | Frankfurt nad Mohanem   | Německo                | Festhalle                           |
| 31. října 2015                | Nice                    | Francie                | Palais Nikaia                       |
| 1. listopadu 2015             | Nice                    | Francie                | Palais Nikaia                       |